# Positive Intensity
Positive Intensity – album muzyczny amerykańskiego pianisty jazzowego Tommy’ego Flanagana nagrywany w październiku i listopadzie 1976, w okresie nieco mniejszego zaangażowania pianisty w akompaniowanie Elli Fitzgerald. 
Nagrania nr 2-6 zostały zarejestrowane w Nowym Jorku w studiach CBS podczas sesji w dniu 4 października 1976. W tym samym składzie osobowym, ale 10 listopada 1976 nagrano utwory: 1, 7 i 8. „Torment” - solowe nagranie Flanagana utrwalono 18 października 1976. LP został wydany w 1977 przez CBS Sony w Japonii.
Niemal ten sam materiał wydany został w 1980 na LP Trinity przez nowojorską wytwórnię Inner City (LP IC 1084). Jedyna różnica to zamieszczony na płycie utwór „Dalarna” (kompozycja Flanagana wykonana na fortepianie solo, z sesji z 18 października 1976), który opisany został jako „Torment”. CD wydany przez Sony jako Positive Intensity (CD 467692-2) powtarza materiał z LP o tym tytule. W 1990 Musical Heritage Society wydało CD (MHS 612684K), który nosi tytuł Trinity i zawiera (oprócz błędów w opisie utworów) ostatni, trzeci solowy utwór Flanagana z sesji z 18 października – „Tenderly” (Walter Gross, Jack Lawrence) oraz nagranie: „My Men's Gone Now” (George Gershwin, Ira Gershwin, Dubose Heyward), zarejestrowane przez Flanagana prawdopodobnie w październiku 1976.

## Muzycy
- Tommy Flanagan – fortepian
- Ron Carter – kontrabas
- Roy Haynes – perkusja

## Lista utworów
Strona A
| 1. | „52nd Street Theme” (Thelonious Monk) | 3:17  |
|    |                                       |       |
| 2. | „Smooth As The Wind” (Tadd Dameron)   | 5:43  |
|    |                                       |       |
| 3. | „Passion Flower” (Billy Strayhorn)    | 4:17  |
|    |                                       |       |
| 4. | „Muffin” (Ron Carter)                 | 5:43  |
|    |                                       |       |
|    |                                       | 19:00 |
|    |                                       |       |
Strona B
| 5. | „Verdandi” (Tommy Flanagan)                        | 2:47  |
|    |                                                    |       |
| 6. | „Ruby My Dear” (Thelonious Monk)                   | 3:12  |
|    |                                                    |       |
| 7. | „Bess, You Is My Woman Now” (Gershwin)             | 6:00  |
|    |                                                    |       |
| 8. | „Hustle Bustle” (Teo Macero)                       | 3:18  |
|    |                                                    |       |
| 9. | „Torment (Lament)” (fortepian solo) (J.J. Johnson) | 3:28  |
|    |                                                    |       |
|    |                                                    | 18:45 |
|    |                                                    |       |
CD Musical Heritage Society z 1990
| 1.  | „52nd Street Theme”         |  |
|     |                             |  |
| 2.  | „Smooth As the Wind”        |  |
|     |                             |  |
| 3.  | „Passion Flower”            |  |
|     |                             |  |
| 4.  | „Muffin”                    |  |
|     |                             |  |
| 5.  | „Verdandi”                  |  |
|     |                             |  |
| 6.  | „Ruby My Dear”              |  |
|     |                             |  |
| 7.  | „Bess, You Is My Woman Now” |  |
|     |                             |  |
| 8.  | „Hustle Bustle”             |  |
|     |                             |  |
| 9.  | „Torment”                   |  |
|     |                             |  |
| 10. | „Palarna”                   |  |
|     |                             |  |
| 11. | „Tenderly”                  |  |
|     |                             |  |
| 12. | „My Man’s Gone Now”         |  |
|     |                             |  |